# Дубравка Шимоновић
Дубравка Шимоновић (Загреб, 11. август 1958) је специјални известилац Уједињених нација за насиље над женама, његове узроке и последице, и чланица УНХЦР-ове саветодавне групе за род, присилно расељавање и заштиту. Докторирала је у области породичног права на Универзитету у Загребу и аутор је неколико књига и чланака о женским правима и насиљу над женама.

## Биографија
Дубравка Шимановић има преко 20 година искуства у раду са људским правима на националном, регионалном и глобалном нивоу. Њен примарни фокус био је усредсређен на женска права, посебно на спречавање насиља над женама. Предавала је на неколико академских институција широм света, укључујући Harvard Law School, Nottingham University, Urban Morgan Institute for Human Rights и The Women’s Human Rights Training Institute (у организацији бугарске фондације за родна истраживања).
Др Шимоновић је од 1982. до 1988. била правни заступник пред разним судовима у Републици Хрватској. Од 1988. до 1992. била на челу административних служби Института „Вук Врховец“. У периоду од 1992. до 1994. године била је саветница потпредседника владе У Влади РХ.
Као члан хрватске делегације учествовала је на Међународној конференцији о становништву и развоју у Каиру 1994, као и на 4. Светској конференцији о женама, у Пекингу 1995. Од 1997. до 1999. била је члан Одбора хрватске владе за равноправност. Изабрана је 1999. године за потпредседницу Комисије за статус жена која је радила као припремни одбор за посебно заседање Генералне скупштине „Жене 2000: родна равноправност, развој и мир за двадесет и први век."
Дубравка Шимоновић је била опуномоћени министар у Сталној мисији Републике Хрватске при Уједињеним нацијама од маја 1998, а у марту 2000. године изабрана је за председавајућег Комисије за статус жена, на две године.
Била је шефица Одељења за људска права у Министарству спољних послова Републике Хрватске, служила као опуномоћеница Министарства при Сталној мисији Хрватске при УН у Њујорку и присуствовала Четвртој светској конференцији о женама у Пекингу (1995) као члан хрватске делегације.
Д. Шимоновић је била члан CEDAW (Конвенција о елиминацији свих облика дискриминације жена) комитета између 2002. и 2014. године, а била је његова председавајућа 2007. и 2008. године, њен известилац у периоду од 2009. до 2011. године и председавајући радне групе за факултативни протокол 2011. године. Између 2008. и 2010. године, копредседавала је Ад хок комитетом (CAHVIO) који је разрадио Конвенцију о спречавању и борби против насиља над женама и насиља у породици (Истанбулска конвенција).
Д. Шимоновић је постављена као опуномоћени министар при Сталној мисији Хрватске при Уједињеним нацијама у Њујорку. Такође је била амбасадор при ОЕБС-у и Уједињеним нацијама у Бечу, Аустрија.
Др Дубравка Шимоновић је гостујућа професорка у пракси у Центру за жене, мир и сигурност на ЛСЕ (London School of Economics and Political Science).

### Специјални известилац Уједињених нација
Савет УН-а за људска права именовало је Дубравку Шимоновић за специјалног известиоца Уједињених нација за насиље над женама, његове узроке и последице у јуну 2015. године, за почетне три године мандата, који је продужен на још три године (максимални мандат од шест година). Свој мандат започела је 1. августа 2015.
О томе говори:
„Пријавила сам се на јавно расписани натјечај и 2015. године УН-ово Вијеће за људска права једногласно ме изабрало за посебну извјеститељицу за спречавање насиља над женама, његове узроке и последице на раздобље од три године. Мандат ми је 2018. продужен за још три године. Иначе овај мандат је успостављен 1994, као неовисни експертни механизам тадашње УН-ове Комисије за људска права. Односи се на све државе, а обухвата посете и извештаје о појединим државама те израду тематских извештаја за Ун Веће за људска права, Општу скупштину УН и УН Комисију о положају жена.“

### Пандемија ковида-19
Стручњаци који се баве насиљем над женама позвани су да предузму и координишу акције у вези овог проблема. Према недавном извештају Уједињених нација, више од 243 милиона жена и девојака широм света било је подвргнуто физичком или сексуалном насиљу у последњих 12 месеци. Очекује се да ће се овај број повећати током читаве пандемије, јер забринутост за сигурност, здравље и финансије појачава тензије погоршане мерама закључавања и изолације. Већ су земље широм света пријавиле значајан пораст позива на породично насиље од закључавања у марту. У Француској су извештаји о породичном насиљу порасли за 30% од закључавања 17. марта. У Аргентини су хитни позиви порасли за 25% од 20. марта.
„Током закључавања жене и деца су затворени у домовима, и иако су домови за већину сигурни, за оне који се суочавају са насиљем у кући, дом може бити веома опасно место.“ рекла је Шимоновић.

### Родно засновано насиље над женама новинаркама
У извештају за Савет за људска права у Женеви, од јула 2020. године, Дубравка Шимоновић наводи да је од 1992. године 96 жена новинарки убијено је радећи посао, да се жене суочавају са „сексуалним нападима и силовањима, а посебно са претњом силовања, која се користи као средство за подривање њиховог кредибилитета и обесхрабрење од рада у медијима. Она позива владе да омогуће женама новинарима сигуран рад, и обнавља позив свим земљама да подрже разраду система УН, координираног приступа или стратегије за борбу и спречавање насиља над женама и примену глобалног плана против насиља над женама.

### Лични живот
Дубравка Шимоновић је супруга дипломате, бившег хрватског министра правосуђа Ивана Шимоновића који је у мају 2010. изабран за помоћника Главног тајника УН Бан Ки Муна задуженог за подручје људских права. Имају кћер и сина, који су такође правници.